# Kurixalus banaensis
Kurixalus banaensis é uma espécie de anfíbio da família Rhacophoridae.
É endémica do Vietname. Os seus habitats naturais são: florestas subtropicais ou tropicais húmidas de baixa altitude.